# (35523) 1998 FQ63
1998 FQ63 (asteroide 35523) é um asteroide da cintura principal. Possui uma excentricidade de 0.21253720 e uma inclinação de 5.21338º.
Este asteroide foi descoberto no dia 20 de março de 1998 por LINEAR em Socorro.